# دوغالد دوناغي
دوغالد دوناغي هو محامي وسياسي كندي، ولد في 22 سبتمبر 1873، وتوفي في 17 أكتوبر 1963. نشط حزبياً في الحزب الليبرالي الكندي. وقد انتخب عضو مجلس العموم الكندي.